# Ródenas
Ródenas ist ein Ort und eine Gemeinde (municipio) mit 61 Einwohnern (Stand: 2024) im Südwesten der Provinz Teruel in der Autonomen Region Aragonien im östlichen Zentralspanien.

## Lage und Klima
Ródenas liegt im Süden des Iberischen Gebirges etwa 52 km (Fahrtstrecke) nordwestlich der Stadt Teruel in einer Höhe von ca. 1380 m. Das Klima ist gemäßigt bis warm; Regen (ca. 492 mm/Jahr) fällt übers Jahr verteilt.

## Bevölkerungsentwicklung
| Jahr      | 1970 | 1981 | 1991 | 2001 | 2011 | 2021 |
| Einwohner | 200  | 122  | 103  | 82   | 71   | 61   |

Die Mechanisierung der Landwirtschaft sowie die Aufgabe bäuerlicher Kleinbetriebe und der daraus resultierende Verlust an Arbeitsplätzen haben in der zweiten Hälfte des 20. Jahrhunderts zu einem deutlichen Bevölkerungsrückgang (Landflucht) geführt.

## Sehenswürdigkeiten

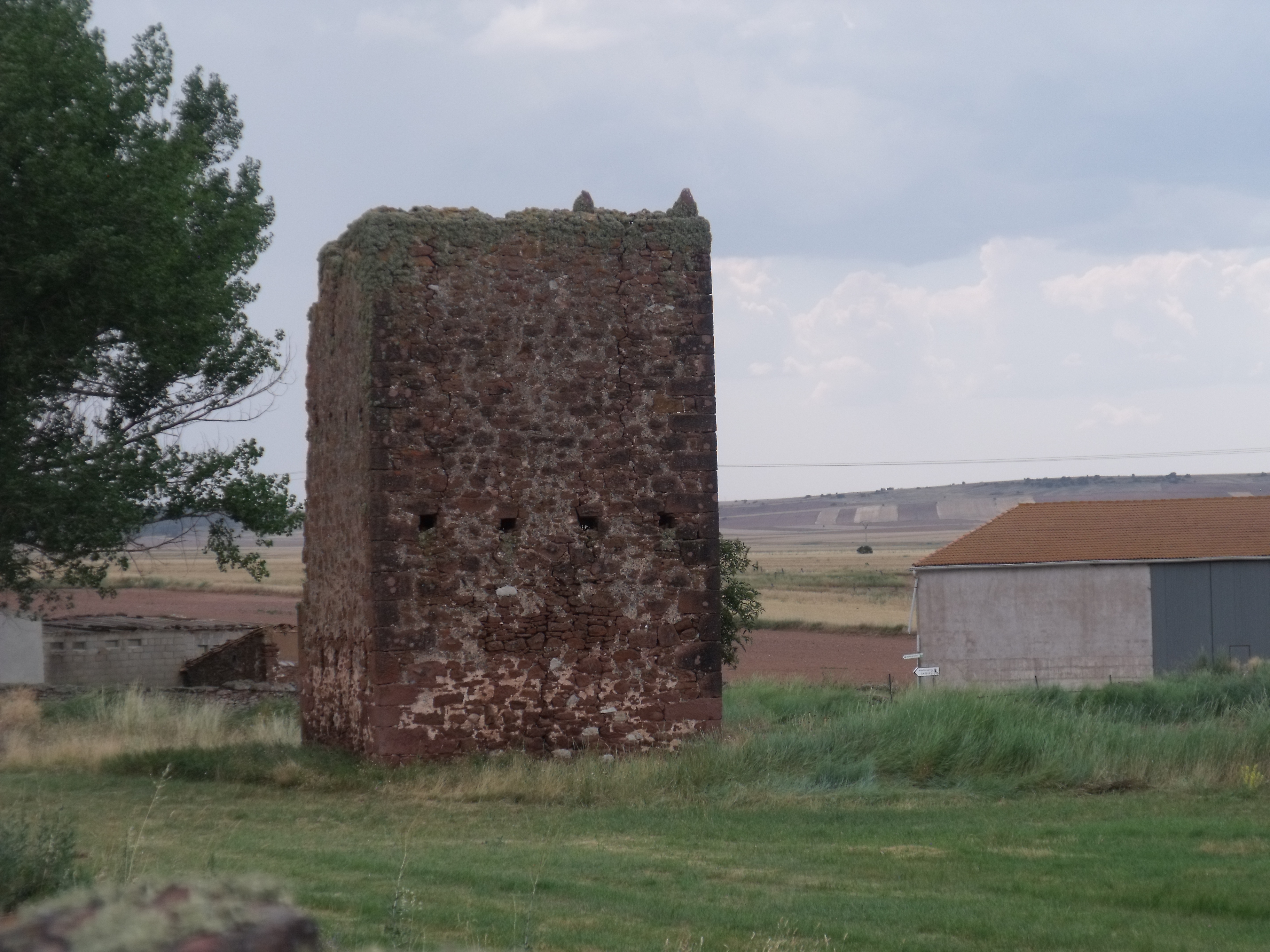
Reste der Burganlage
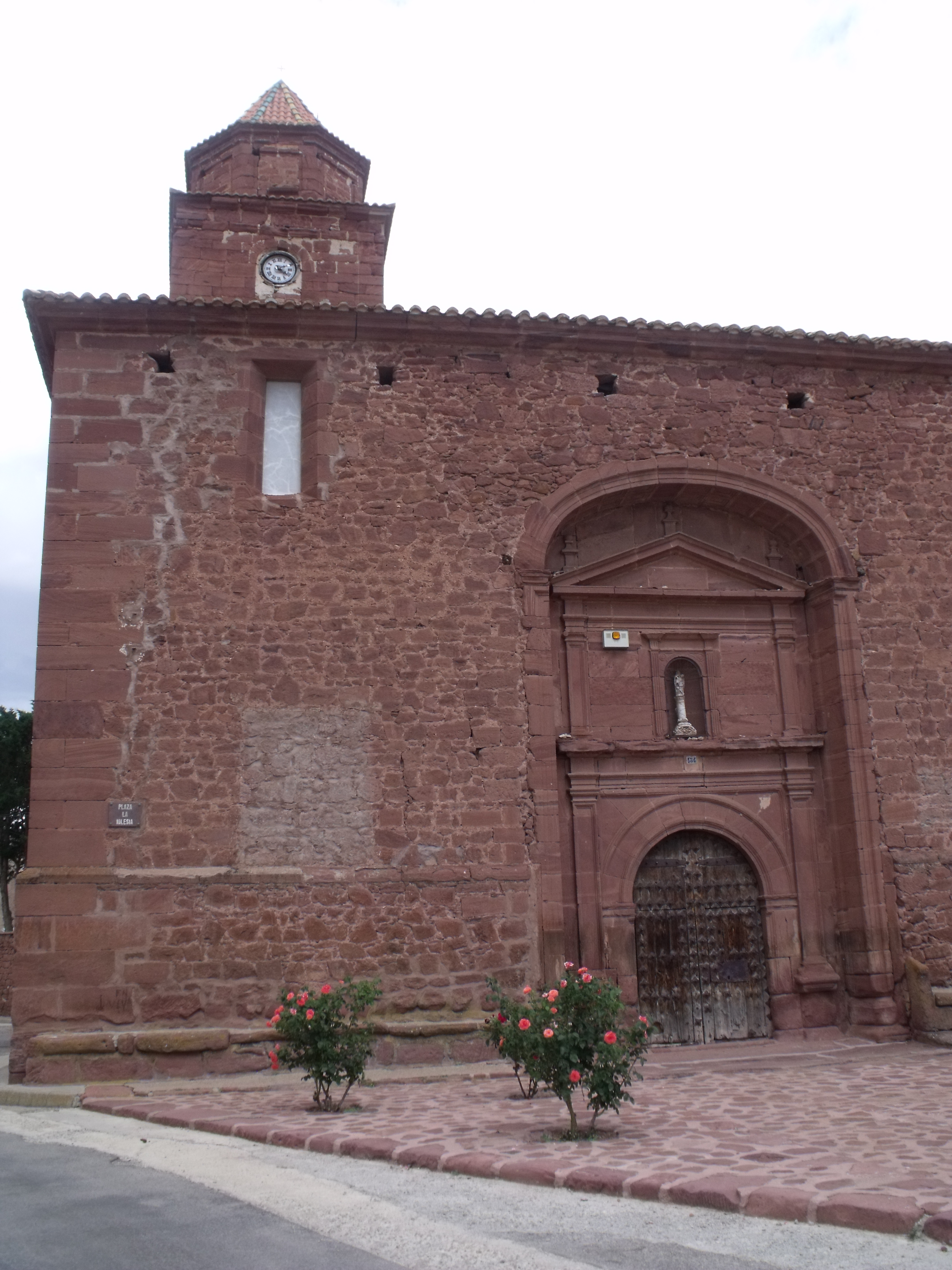
Katharinenkirche
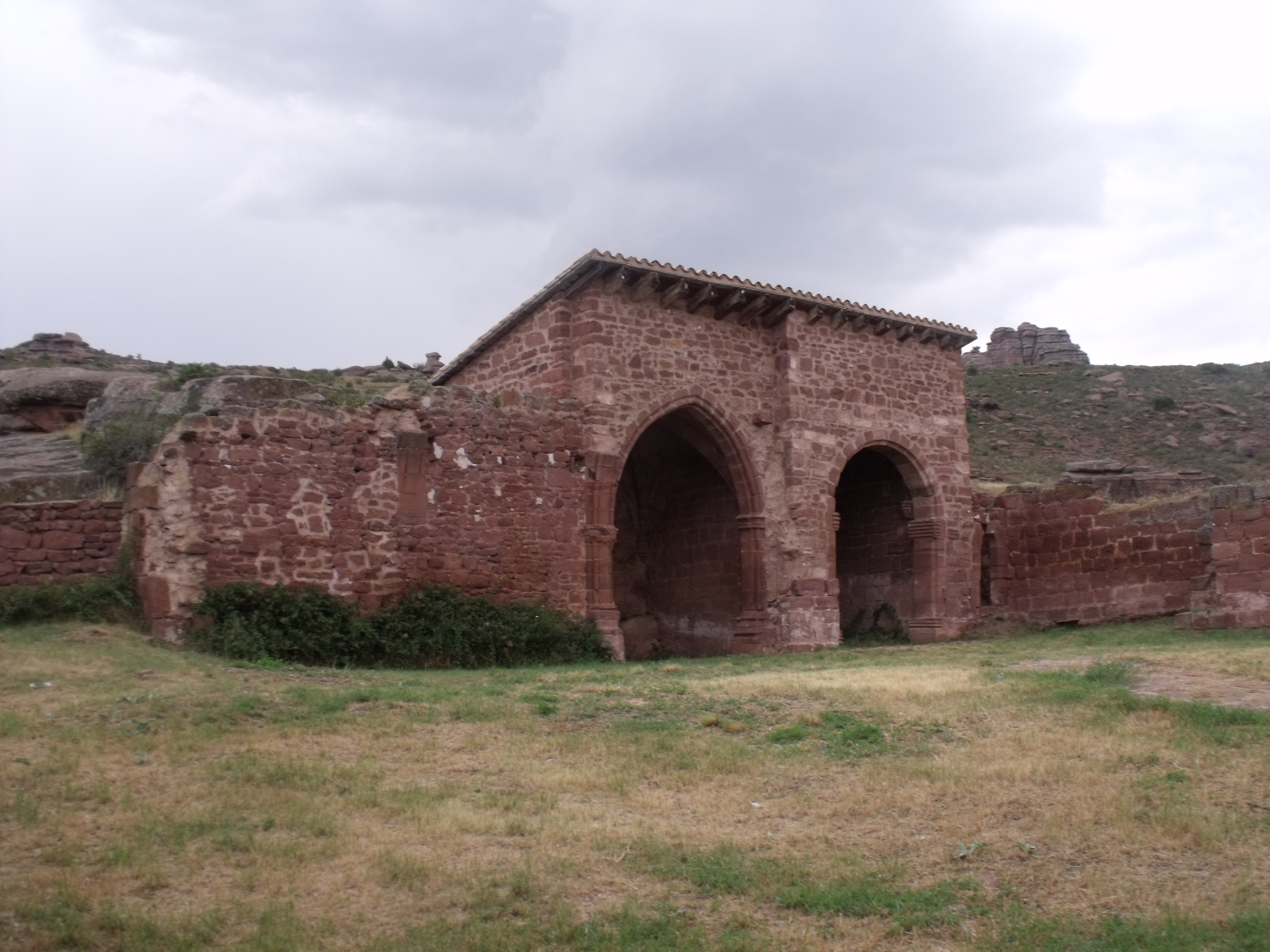
alte Kirche
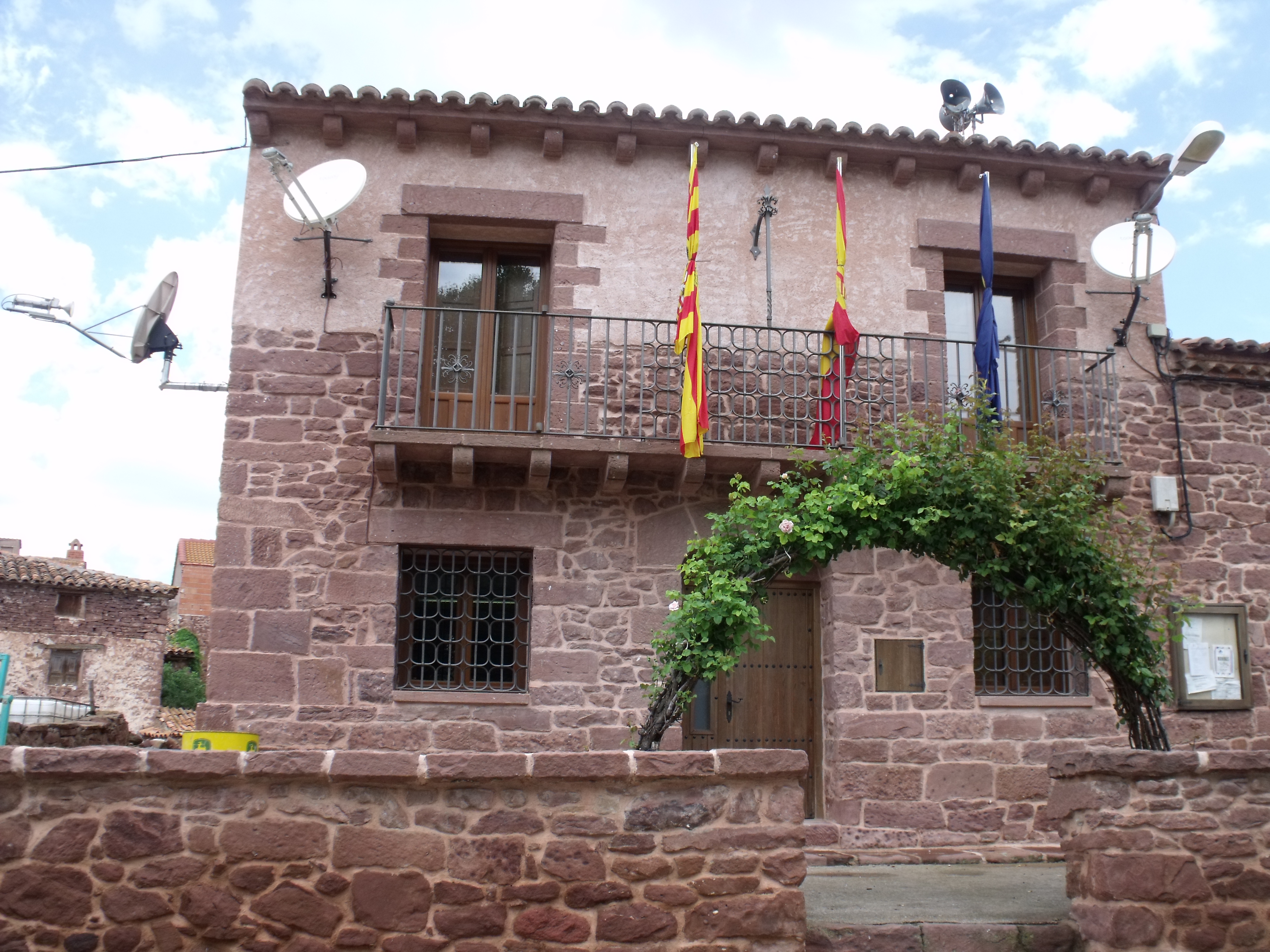
Rathaus

- Reste der Burganlage
- Katharinenkirche
- Alte Kirche
- Rathaus